# Івуарійсько-французькі відносини
Івуарійсько-французькі відносини — двосторонні дипломатичні відносини між Кот-д'Івуаром та Францією. Країни є членами Організації Об'єднаних Націй (ООН) та Франкофонії.

## Історія
Португальські моряки стали першими європейцями, що висадилися на території сучасного Кот-д'Івуару. У 1687 році в Ассіні-Мафії було засновано французьку місію, яка стала першим європейським форпостом у цьому регіоні. 1842 року Франція оголосила цей район своїм протекторатом. У 1880-х роках французьке колоніальне правління на цій території було запроваджено після закінчення гонки за Африку під час Берлінської конференції 1884 року.
До кінця 1880-х років Франція встановила ефективний контроль над прибережними районами Кот-д'Івуару, а 1889 року Британська імперія визнала суверенітет Франції над цим регіоном. У 1893 році Кот-д'Івуар став французькою колонією, а у 1904 році частиною Французької Західної Африки.
Під час Першої та Другої світових війн івуарійські солдати воювали на боці Франції. Під час Другої світової війни івуарійські солдати стали частиною західноафриканських Сенегальських тиралерів та брали участь у Французькій та в Італійській кампаніях під керівництвом французького уряду у вигнанні, що бився, на чолі з генералом Шарлем де Голлем. В 1946 році, після визволення Парижа і закінчення Другої світової війни Кот-д'Івуар став частиною Французького Союзу. У 1958 році Кот-д'Івуар стає республікою у складі Французької співдружності . У серпні 1958 року президент Франції Шарль де Голль відвідав Абіджан.
У грудні 1958 року, як частина Французької спільноти, Кот-д'Івуар став автономною республікою в результаті референдуму 7 серпня того ж року, отримав цей статус як член колишньої Французької Західної Африки. 11 липня 1960 року Франція визнала право Кот-д'Івуару стати повністю незалежним. Кот-д'Івуар став незалежною державою 7 серпня 1960 і йому було дозволено припинити членство у Французькому співдружжі. Фелікс Уфуе-Буаньї став першим президентом Кот-д'Івуару.
Відразу після здобуття незалежності Кот-д'Івуар потрапив у французьку сферу впливу, відому як Франсафрика. Між країнами склалися тісні відносини, Франція стала найбільшим торговим партнером Кот-д'Івуару.
У жовтні 2000 року Лоран Гбагбо став президентом Кот-д'Івуару. У 2002 році почалася Перша Івуарійська війна, головним чином внаслідок економічної, етнічної та релігійної напруги між північною та південною частинами країни. Франція направила війська в країну для підтримки спокою і виступила посередником у домовленнях про призупиння конфлікту в Кот-д'Івуарі.
У листопаді 2004 року стався збройний конфлікт, коли івуарійські урядові літаки атакували французьких миротворців у північній частині країни, де вони перебували в рамках операції «Єдиноріг» на підтримку Операції ООН у Кот-д'Івуарі (ОООНКІ). Внаслідок атаки загинули дев'ять французьких миротворців. В результаті збройні сили Франції зіткнулися з івуарійськими військами та лояльними уряду повстанцями, а французькі ВКС знищили літаки Військово-повітряних сил Кот-д'Івуару. За цими інцидентами відбулися масові антифранцузькі протести в Кот-д'Івуарі, які призвели до нападів місцевих жителів на іноземців з Європи. Франція направила до країни додатково 600 солдатів. У березні 2007 року між івуарійським урядом та повстанцями було підписано мирну угоду.
У листопаді 2010 року в результаті президентських виборів у Кот-д'Івуарі розпочалася Друга Івуарійська громадянська війна. У квітні 2011 року французькі солдати заарештували Лорана Гбагбо в його резиденції в Абіджані, поклавши край громадянській війні. Алассан Уаттара став новим президентом Кот-д'Івуару.
Між лідерами обох країн відбулося кілька візитів на найвищому рівні. У серпні 2017 року президент Алассан Уаттара відвідав з офіційним візитом Париж, щоб зустрітися з президентом Франції Емманюелем Макроном. У грудні 2019 року президент Емманюель Макрон відвідав Абіджан з офіційним візитом.

## Допомога Франції Кот-д'Івуару
Франція є провідним донором допомоги для Кот-д'Івуару. У червні 2012 року Кот-д'Івуар завершив ініціативу щодо Допомоги бідним країнам із великою заборгованістю. У липні 2012 року країни підписали двосторонню угоду, яка передбачала списання комерційного боргу у розмірі 913 мільйонів євро та додаткове списання 2,9 мільярда євро для Кот-д'Івуару через механізм контракту на скорочення боргу та розвиток країни. Франція залишається провідним інвестором у Кот-д'Івуарі як з погляду вкладень (50 мільйонів євро у 2018 році), так і з погляду загального обсягу інвестицій (1,6 мільярда євро).
Французькі інвестиції у Кот-д'Івуарі мають диверсифікований профіль. Понад 90% інвестицій Франції спрямовано у такі галузі: фінанси, вуглеводні, електрика, вода, будівництво, промисловість, агропромисловість, транспорт, готелі, дистрибуція, телекомунікації та аудіовізуальні послуги. Близько 700 французьких компаній працюють у Кот-д'Івуарі, зокрема приблизно 200 дочірніх.

## Транспортне сполучення
Між Міжнародним аеропортом імені Фелікса Уфуе-Буаньї та аеропортом Руассі-Шарль-де-Голль налагоджено пряме авіасполучення силами Air France та Corsair International.

## Дипломатичні представництва
- Франція має посольство в Абіджані[11]
- Кот-д'Івуар має посольство в Парижі і генеральне консульство в Ліоні[12]

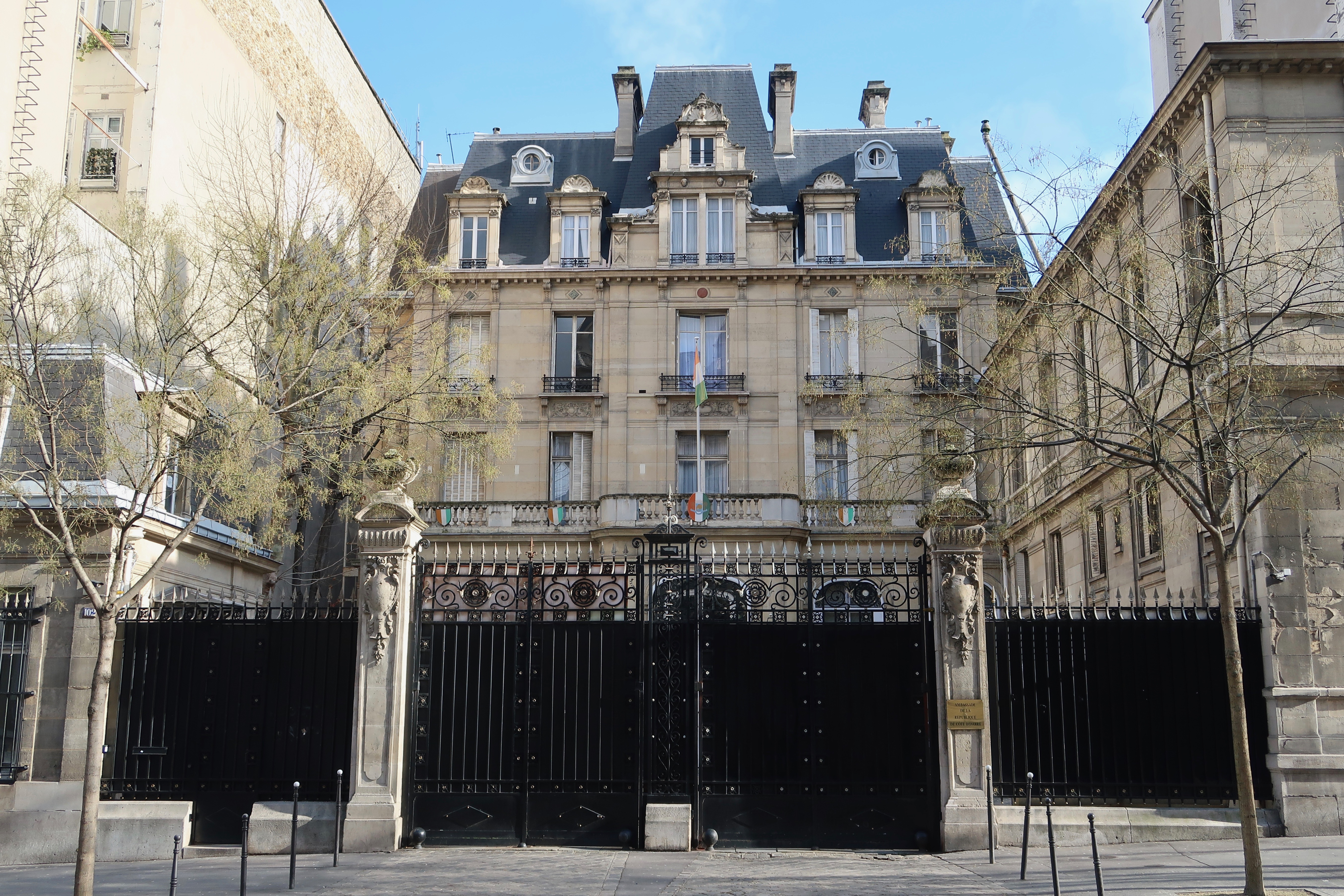
Посольство Кот-д'Івару в Парижі
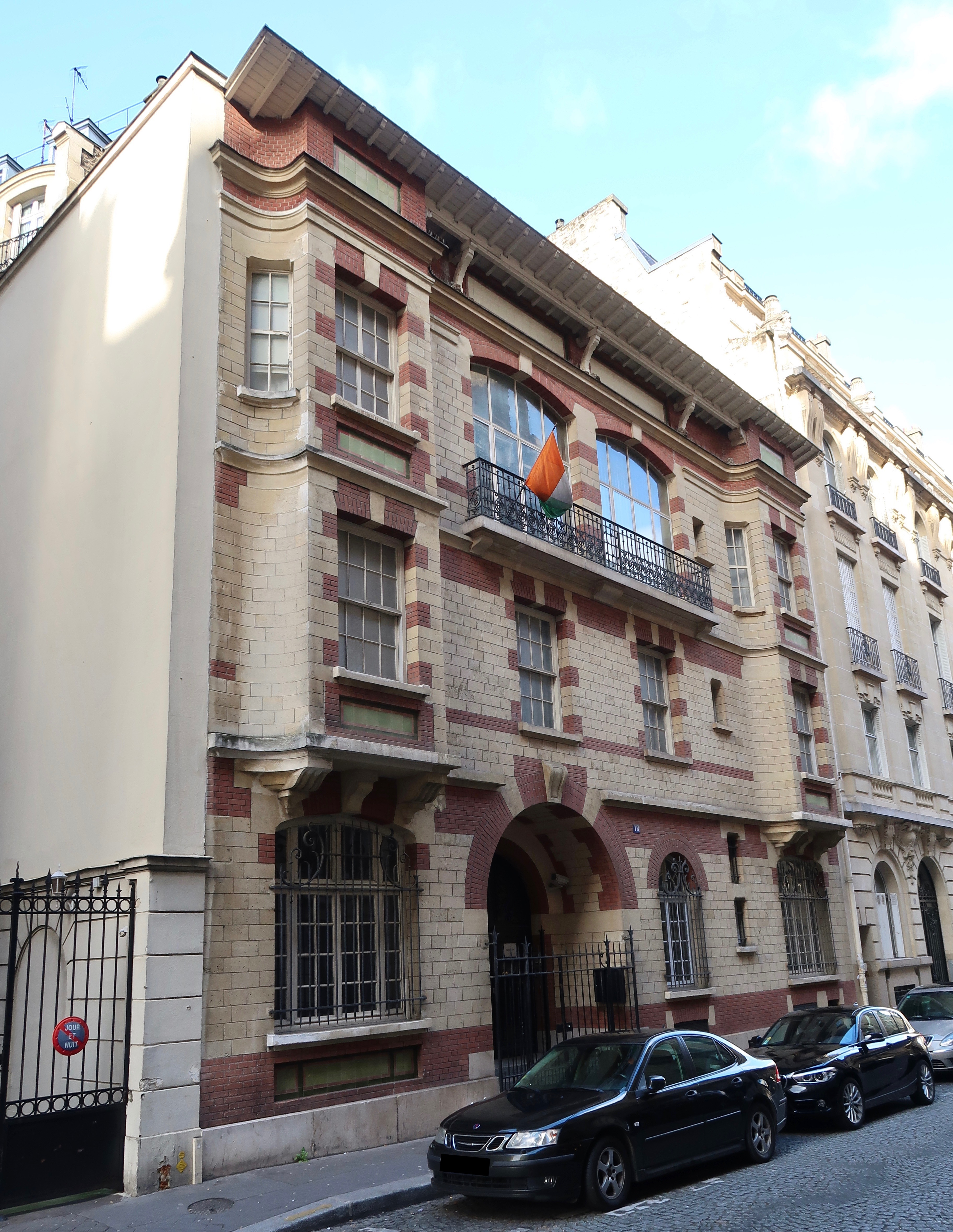
Генеральне консульство Кот-д'Івару в Парижі